# Lafrançaise
Lafrançaise – miejscowość i gmina we Francji, w regionie Oksytania, w departamencie Tarn i Garonna. W 2013 roku jej populacja wynosiła 2980 mieszkańców. Między Lafrançaise a Villemade rzeka Aveyron uchodzi do Tarnu. 